# Sidney Crosby
Sidney Patrick Crosby, skraćeno Sidney Crosby (Cole Harbour, Nova Škotska, 7. kolovoza 1987.) kanadski je profesionalni hokejaš na ledu. Lijevoruki je napadač i igra na poziciji centra. Trenutačno nastupa za Pittsburgh Penguins u National Hockey League. U rookie sezoni osvojio je 102 boda (39 golova, 59 asistencija) i bio šesti strijelac NHL-a. 
Crosby je u drugoj sezoni osvojio je svoj prvi Hart Trophy, nagradu za najkorisnijeg igrača u sezoni. S 19 godina i 10 mjeseci Crosby je drugi najmlađi dobitnik Hart Trophyja. Legenda svjetskog hokeja Wayne Gretzky je 1980. godine bio pet mjeseci mlađi pri osvajanju svog prvog od osam uzastopnih Hart Trophyja. On je svoje Penguinse doveo do prvog doigravanja u šest godina te imao 120 bodova 36 golova, 84 asistencije) u 79 utakmica. Sid The Kid, kako popularno zovu Crosbya, uz nagradu za najkorisnijeg igrača osvojio je i Art Ross Trophy za najboljeg strijelca u sezoni. 
Crosby je kao kapetan predvodio svoje Pittsburgh Penguinse do naslova Stanleyjeva kupa 2009. u sedmoj utakmici finala doigravanja protiv Detroit Red Wingsa. Pobjednički pehar Lorda Stanleyja kapetanu Pittsburgha predao komesar Lige Gary Bettman. Tako je s 21 godinom Crosby najmlađi kapetan u 116-godišnjoj povijesti NHL lige koji je podignuo pobjednički pehar.

## Početci
Crosby je hokej prvi put zaigrao s dvije godine u obiteljskom podrumu, a naučiti klizati s tri godine. Već je sa sedam godina dao svoj prvi novinarski intervju, a kao 13-godišnjaku odborno vijeće NSMH-a (Nova Scotia Minor Hockey) nije mu odobrilo igranje u Midget Hockey League s četiri godine starijim vršnjacima. Godinu dana kasnije nastupao je u televizijskom prijenosu kanadskog CBC-a, "Hockey Day in Canada" i s 217 bodova odveo Midget AAA momčad, Dartmouth Subways do finala Air Canada kupa. Dobitnikom nagrada za MVP-a i najboljeg strijelca osvojio je nakon što je postigao 18 bodova u 5 susreta. U sezoni 2002./03. pohađao je školu Shattuck-Saint Mary's Boarding School u Minnesoti, gdje je Sabrese odveo na državno prvenstvo. 

## Juniorska karijera
2003. godine na midget draftu Crosbyja je birao Rimouski Océanic iz juniorske Quebec Major Junior Hockey League (QMJHL). U svom prvom službenom nastupu postigao je gol, dok je još dva dodao tijekom predsezonskih utakmica. Crosby se brzo razvio u glavnu zvijezdu lige i osvajao razne nagrade za igrača tjedna ili mjeseca. U svojoj prvoj sezoni zabio je 54 gola i dodao 81 asistenciju u samo 59 susreta. Od krovnih organizacija QMJHL-a i CHL-a osvojio je nagradu za najboljeg strijelca, igrača i rookieja godine. To je za Crosbyja bio veliki uspjeh jer nikome prije njega nije uspjelo osvojiti sve tri nagrade u istoj sezoni. Tijekom sezone, većć kao 16-goidšnjak igrao je za kanadsku reprezentaciju do 20 godina na juniorskom svjetskom prvenstvu koja je osvojila srebrno odličje. Time je postao petim najmlađim igračem koji je zaigrao za kanadsku vrstu. 
U ljeto 2004. odbio je 7.5 milijuna $ vrijednu ponudu Hamiltona da prijeđe u tek osnovanu World Hockey Association, tvrdivši da još nije spreman prijeći u profesionalce. Medijski nastrojeni novinari proširili su njegovu popularnost po cijeloj zemlji te je čak dobio pažnju Waynea Gretzkog. Kada su upitali Gretzkya hoće li netko srušiti njegove rekorde, on je na to odgovorio "mogao bi to biti Crosby", te dodao "da je Crosby najbolji igrač još od Marija Lemieuxa.[nedostaje izvor]

## National Hockey League

### Pittsburgh Penguins

#### Rookie sezona
Pittsburgh Penguinsi izabrali su Crosbyja kao prvi izbor drafta 2005. godine. Debitirao je u porazu 5:1 protiv NY Devilsa, 5. listopada 2005., te zabilježio asistenciju za jedini pogodak Penguinsa na utakmici. Svoj prvi NHL pogodak zabio je u sjajnom meču za Penguinse protiv Boston Bruinsa, u kojem su upisali poraz 7:6. Od Crosbyja se očekivalo da bude spasitelj Pittsburgha, ali i hokeja općenito i to je na početku rookie sezone solidno ispunjavao. Uz pomoć legendarnog Maria Lemieuxa, Crosby je odveo Penguinse do pobjede protiv Rangersa kojom je Pittsburgh preskočio Islanderse i tako Njujorčanima prepustio začelje divizije Atlantic. Nakon što su u sezonu krenuli s devet poraza, Penguinsi se se polako oporavili i pokazali da bi ipak mogli biti kandidati za doigravanje. Mario Lemieux golom je "načeo" NY Rangerse, a drugi pogodak upravo Crosby za kojeg je Super Mario rekao: "U svakoj utakmici je sve bolji. To je fantastično s obzirom na to da ima tek 18 godina i svake je večeri naš najbolji igrač. Zaista nevjerojatno."
Sredinom sezone, u prosincu 2005., glavni trener Ed Olczyk dobio je otkaz i njega je zamijenio Michel Therrien. Sljedećeg dana Therrien je imenovao Crosbyja zamjenskim kapetanom Penguinsa. Taj potez naišao je na kritike javnosti, smatrajući da Crosby nema dovoljnog iskustva na mjestu vođe momčadi. Iako su Penguinsi nakon dovođenja Crosbyja, Sergeja Gončara, Zigmunda Palffyja i Marka Recchija nadali uspješnoj sezoni, učinak je upravo bio suprotan te su Penguinsi sezonu završili s najgorim omjerom u Istočnoj konferenciji. Crosby je usprkos lošoj klupskoj sezoni imao sjajnu profesionalnu sezonu i postavio rekorde franšize u asistencijama (52) i osvojenim bodovima (102) za rookieje, koje je prethodno držao njegov suigrač Lemieux. Pored toga postao je najmlađim igračem koji je prešao granicu od 100 bodova u jednoj sezoni. Sveukupno, Crosby je sezonu završio kao šesti strijelac i sedmi asistent NHL lige. Od kanadskih igrača u NHL-u, bolji od njega bili su samo Joe Thornton i Dany Heatley. Tijekom cijele sezone vodio je tešku borbu s prvim izborom Washington Capitalsa iz 2004. godine, Alexom Ovečkinom u borbi za rookieja godine. Završio je drugi u poretku sa 102 bodova, naspram Ovečkinovih 106 i izgubio borbu za osvajanje nagrade Calder Memorial Trophy.

#### Sezona 2006./07.
Nakon što su se prošle sezone Penguinsi odlučili za pomlađivanje momčadi, a to im se već sljedeće počelo isplaćivati. Karijeru je završio legendarni Mario Lemieux, a u prvi plan stigle su sve bolje mlade zvijezde: Crosby, Jevgenij Malkin, Jordan Staal i Marc-Andre Fleury. Crosby bio pokretač svih opasnih akcija i nastavio je tamo gdje je stao; prvi hat-trick u NHL-u postigao je visokoj pobjedi 8:2 nad Philadelphia Flyersima, 28. listopada 2008. godine. U prosincu 2006. Penguinsi su ostvarili i petu pobjedu u svih pet međusobnih susreta protiv Flyersa iste sezone. Junakom večeri bio je Crosby s jednim golom i pet asistencija. Šest Crosbyjevih bodova na jednoj utakmici, rekord je njegove dosadašnje karijere. Tim je učinkom bio izbio na prvo mjesto liste strijelaca u NHL-u s ukupno 47 bodova. U siječnju 2007. po prvi puta u karijeri izabran je u početnu postavu na NHL All-Stars susretu koji se 24. siječnja održao u Dallasu. I nakon All-Stara Crosby je nastavio pružati igre na visokoj razini, sa zgoditkom i tri asistencije srušio je na gostovanju Phoenix Coyotese. U ožujku 2007. Crosby je i dalje bio vodeći strijelac lige, a u pobjedi nad NY Devilsima ostvario je asistenciju i svoj 104. bod u sezoni. Crosby je na kraju sezone osvojio svoj prvi Hart Trophy, nagradu za najkorisnijeg igrača u sezoni. On je svoje Penguinse doveo do prvog doigravanja u šest godina te imao 120 bodova u 79 utakmica. Uz nagradu za najkorisnijeg igrača Crosby je osvojio i Art Ross Trophy za najboljeg strijelca u sezoni.

#### Sezona 2007./08.
Kako je Pittsburgh prošle sezone stigao do prvog kruga play-offa, u novoj sezone cilj je bio otići korak dva ili čak sva tri koraka dalje. Crosby se nakon uvodne letargije s početka sezone, probudio i s dva pogotka vodio svoju momčad do pobjede u Torontu. Krajem listopada 2007. prvi put otkako je postao profesionalni igrač, Crosby se vratio u Minnesotu. I bio je to povratak za pamćenje. Tri asistencije i pogodak za Crosbya u 4:2 pobjedi Penguinsa nad Wildom, čime je sudjelovao kod svakog pogotka svog kluba. 13. studenog 2007. Crosby je u porazu njegovog Pittsburgha od New Jerseyja u svojoj 17. utakmici zaredom upisao barem bod. Jednu od boljih utakmica sezone Crosby je odigrao prvog dana prosinca 2007. kada je Pittsburgh je kod kuće njegovom zaslugom slavio protiv neugodnog Dallasa. Crosby je postigao dva pogotka, ali je i oduševio gledatelje s nekoliko odličnih prodora, driblinga i dodavanja. Pred kraj prosinca iste godine Pittsburgh je nakon produžetaka svladao Washington s 4:3. Ipak, svi su utakmicu promatrali kao dvoboj Crosbya i Ovečkina, a u tom dvoboju je bolje prošao Crosby. Sid the Kid je imao dvije asistencije i njegova momčad je pobijedila, dok je Ovečkin, zabio gol, ali se i ozlijedio pa nije mogao igrati u zadnjoj trećini. U siječnju 2008. Crosby je izabran za startnu postavu napada Istočne konferencije na All-Staru u Atlanti, a ujedno je dobio i najviše glasova od svih igrača. Međutim, nekoliko dana nakon što su izabrane postave Crosby je sredinom prve trećine protiv Tampa Baya ozlijedio gležanj, te je iznesen s terena od strane dvojice liječnika kluba i nije se više vraćao na led. Nakon što je nešto više od šest tjedana Crosby pauzirao, vratio se na led upravo protiv Tampe. Iako ga nije bila jako dugo, Crosby je odmah u prvoj utakmici imao nekoliko odličnih prodora, a na kraju i asistenciju za vodeći gol Penguinsa. Iako se u momčad bio vratio 4. ožujka, opet u dvoboju s Tampom, poslije samo tri odigrane utakmice ponovno su se pojavili problemi s istom ozljedom, a povratak je uslijedio krajem ožujka 2008. protiv NY Islandersa. Početkom travnja protiv rivala iz Philadelphije Pittsburgh je, prvi put nakon 10 godina, osvojio Atlantic diviziju, te je regularni dio sezone završio kao druga najbolja momčad Istočne konferencije.
Pittsburghu je trebalo samo 14 utakmica da stignu do 12 pobjeda koliko ih treba da se uđe u finale. Bez poraza su prošli preko Ottawe, dok su im New York Rangersi i Philadelphia nanijeli svaki tek po jedan poraz. Crosby, je do finala Stanleyjeva kupa igrao fantastično i ubilježio je 21 bod od toga čak 17 asistencija i to u samo 14 utakmica, a Penguinsi bili najbolja momčad Istočne konferencije, Međutim, Pittsburgh je u finalu ipak poražen od iskusnijih Detroit Red Wingsa.

#### Sezona 2008./09.
Crosby je početkom nove sezone, 18. listopada 2008. u laganoj pobjedi protiv Toronta (4:1) postigao jedan pogodak, a u ostala tri je ugradio asistencije. Time je u velikoj večeri stigao do jubilarnog 100. pogotka i 200. asistencije u 300. nastupu u NHL-u. Krajem listopada Pittsburgh je gostovao u Phoenixu i ondje je poražen, a Crosby je odigrao prva dva perioda, a u trećem je samo dva puta izašao na led, te se nakon toga povukao u svlačionicu. Kasnije je utvrđeno da je Crosby tek lakše ozlijeđen te je na vlastitu odgovornost već dva dana kasnije igrao protiv St. Louisa.
Dva najbolja igrača Penguinsa, Crosby i Malkin, nastavili su sa sjajnim igrama iz prošle sezone i u ovu te donosili vrijeden bodove svojoj momčadi Svoj prvi hat-trick pred domaćim navijačima u Mellon Areni krajem studenog ubilježio je Crosby, kada je Penguinse predvodio do pobjede nad New Jersey Devilsima. S tih tri gola protiv Devilsa tada je došao je do brojke od šest u tadašnje posljednje tri utakmice, te ukupno 13 u sezoni, čime je bio najbolji strijelac svoje momčadi. Crosby je igrao u ponajboljoj formi karijere, te je početkom prosinca u Carolini u Raleighu upisao četiri asistencije, a nekoliko dana kasnije u visokoj pobjedi 9:2 protiv NY Islandersa upisao tri asistencije. U to vrijeme uslijedio je niz od devet utakmica bez postignutog pogotka. Crosby je za to vrijeme puno asistirao, a taj nesretan niz prekinuo je nakon što je jedan udarac Jevgenija Malkina, skrenuo u gol i donio pobjedu Pittsburghu protiv Buffala. Penguinsi su tijekom siječnja muku mučili s pronalaskom prave forme, a u dvoboju s Washingtonom Crosby je pet minuta prije kraja nezgodno pao u zaštitnu ogradu i otišao u svlačionicu. Tijekom sezone posebno su se istaknuli dvoboji Pittsburgha i Washingtona, odnosno rivalitet između Crosbya i Ovečkina. Ipak, stanje bolnog koljena se popravilo, a nakon jedne utakmice pauze Crosby se vratio u momčad i predvodio suigrače do druge uzastopne pobjede, protiv NY Rangersa. 
Također je u siječnju 2009. izglasan u startnu postavu Istočne konferencije na All-Staru u Montrealu, zajedno sa suigračem Malkinom. Ipak, više zbog opreza nego zbog ozljede (nedovoljnog oporavka) Crosby je propustio All-Star utakmicu. Pittsburgh je u play-off 2009. ušao s četvrtog mjesta na Istoku, iako ta pozicija nije bila pravo stanje njihove momčadi jer su Penguinsi u svojim redovima imali dva od tri najefikasnija igrača lige (Malkin sa 110 bodova na prvom mjestu, Crosby sa 103 na trećem). Dvojac Malkin-Crosby kroz cijeli play-off bio je neumoljiv, posebno sam Malkin. Penguinsi su se ponovo plasirali u finale Stanleyjeva kupa, kao također Detroit Red Wingsi. Prvi puta nakon 26 godina iste momčadi bile su u finalu dvije godine zaredom. Pittsburgh je u sedam utakmica svladao Detroit, a Crosby je, pak, postao najmlađi kapetan koji je ikad dignuo Stanleyjev kup, i to nakon utakmice (7) u kojoj nije mogao pružiti svoj značajniji obol. Zbog ozljede koljena je, naime, napustio igru u drugoj trećini, a jer pokušaj povratka u trećoj nije bio uspješan prosjedio je ostatak susreta.

## Nagrade

### NHL
| Nagrada                       | Godina                 |
| ----------------------------- | ---------------------- |
| Stanleyjev kup pobjednik      | 2009.                  |
| Art Ross Trophy               | 2007.                  |
| Lester B. Pearson Award       | 2007.                  |
| Hart Memorial Trophy          | 2007.                  |
| Prva NHL All-Star momčad      | 2007.                  |
| NHL All-Rookie momčad         | 2006.                  |
| Novak mjeseca                 | listopad 2005.         |
| NHL All-Star momčad           | 2007., 2008., 2009.[a] |
| Mark Messier Leadership Award | siječanj 2007.         |

- a Nije mogao nastupiti zbog ozljede.

## Statistika karijere

### Klupska statistika
| 2003./04.         | Rimouski Océanic    | QMJHL             | 59  | 54  | 81  | 135 | 74  | 9  | 7  | 9  | 16  | 10 |
| 2004./05.         | Rimouski Océanic    | QMJHL             | 62  | 66  | 102 | 168 | 84  | 13 | 14 | 17 | 31  | 16 |
| 2005./06.         | Pittsburgh Penguins | NHL               | 81  | 39  | 63  | 102 | 110 | —  | —  | —  | —   | —  |
| 2006./07.         | Pittsburgh Penguins | NHL               | 79  | 36  | 84  | 120 | 60  | 5  | 3  | 2  | 5   | 4  |
| 2007./08.         | Pittsburgh Penguins | NHL               | 53  | 24  | 48  | 72  | 39  | 20 | 6  | 21 | 27  | 12 |
| 2008./09.         | Pittsburgh Penguins | NHL               | 77  | 33  | 70  | 103 | 76  | 24 | 15 | 16 | 31  | 14 |
| 2009./10.         | Pittsburgh Penguins | NHL               | 81  | 51  | 58  | 109 | 69  | 13 | 6  | 13 | 19  | 6  |
| 2010./11.         | Pittsburgh Penguins | NHL               | 41  | 32  | 34  | 66  | 31  | —  | —  | —  | —   | —  |
| 2011./12.         | Pittsburgh Penguins | NHL               | 22  | 8   | 29  | 37  | 14  | 6  | 3  | 5  | 8   | 9  |
| 2012./13.         | Pittsburgh Penguins | NHL               | 36  | 15  | 41  | 56  | 16  | 14 | 7  | 8  | 15  | 8  |
| 2013./14.         | Pittsburgh Penguins | NHL               | 80  | 36  | 68  | 104 | 46  | 13 | 1  | 8  | 9   | 4  |
| Sveukupno - QMJHL | Sveukupno - QMJHL   | Sveukupno - QMJHL | 121 | 120 | 183 | 303 | 158 | 22 | 21 | 26 | 47  | 26 |
| Sveukupno - NHL   | Sveukupno - NHL     | Sveukupno - NHL   | 550 | 274 | 495 | 769 | 463 | 95 | 41 | 73 | 114 | 57 |

### Reprezentacija
| Godina              | Reprezentacija      | Natjecanje          |    | OU | G | A  | Bod | KM |
| ------------------- | ------------------- | ------------------- | -- | -- | - | -- | --- | -- |
| 2004.               | Kanada (juniori)    | SJP                 | 6  | 2  | 3 | 5  | 4   |    |
| 2005.               | Kanada (juniori)    | SJP                 | 6  | 6  | 3 | 9  | 4   |    |
| 2006.               | Kanada              | SP                  | 9  | 8  | 8 | 16 | 10  |    |
| Sveukupno - Juniori | Sveukupno - Juniori | Sveukupno - Juniori | 12 | 8  | 6 | 14 | 8   |    |
| Sveukupno - Seniori | Sveukupno - Seniori | Sveukupno - Seniori | 9  | 8  | 8 | 16 | 10  |    |

## Vanjske poveznice
- Službena stranica  Arhivirana inačica izvorne stranice od 21. studenoga 2010. (Wayback Machine)
- Profil na NHL.com
- Profil na The Internet Hockey Database